# Дромомания
Дромома́ния (греч. δρόμος «бег», греч. μανία «бешенство, помешательство»), пориома́ния (греч. πόρος «путь»), вагабонда́ж (фр. vagabondage «бродяжничество») — импульсивное влечение к перемене мест. Под дромоманией принято понимать влечение к побегам из дома, скитанию и перемене мест, наблюдается при различных психических заболеваниях.

## Этиология и патогенез
В формировании дромомании выделяют реактивный этап — первый уход из дома в связи с психической травмой, затем уходы становятся привычными, фиксированными, на любую незначительную неблагоприятную ситуацию возникает привычная реакция — уход из дома. Встречается при психопатиях, обсессивно-компульсивных расстройствах.
В последующем уходы из дома становятся безмотивными, неожиданными, приобретают характер импульсивности.

## Возраст возникновения
Дромомания, характерная для детского и подросткового возраста, является вполне нормальным проявлением психического развития, но известны случаи, когда, возникнув в детстве, дромомания сохраняется и у взрослых людей, причём их не останавливает наличие маленьких детей, здоровье которых во время бродяжничества подвергается опасности.